# Stephen Goldin
Pour les articles homonymes, voir Goldin.
Stephen Goldin, né le 28 février 1947 à Philadelphie, est un écrivain américain de science-fiction et fantasy. Il vit aujourd'hui en Californie.

## Œuvres

### Romans
- (en) Caravan, Laser Books, 1975
- (en) Herds, Laser Books, 1975
- (en) Assault on the Gods, Doubleday, 1977
- (en) Mindflight, Fawcett Gold Medal, 1978
- (en) The Eternity Brigade, Fawcett Gold Medal, 1980
- (en) And Not Make Dream Your Master, Fawcett Gold Medal, 1981
- Le Monde solitude, OPTA, coll. Galaxie-bis no 88, 1983 ((en) A world called solitude, 1981)
- (en) Polly!, Midnight Showcase Fiction, 2008
- (en) Quiet Post, CreateSpace, 2014

### Nouvelles traduites en français
- Fais de beaux rêves, Mélissa, 1985 ((en) Sweet Dreams, Melissa, 1968)Parue dans Histoires mécaniques, Le Livre de poche, coll. « La Grande Anthologie de la science-fiction » no 3820
- Le Dernier Spectre, 1973 ((en) The Last Ghost, 1971)Parue dans l'anthologie Espaces inhabitables no 2, Casterman, et rééditée Le Dernier Fantôme dans Histoires d'immortels, Le Livre de poche, coll. « La Grande Anthologie de la science-fiction »
- D'amour, de libre arbitre et d'écureuils gris par un soir d'été, 1978 ((en) Of Love, Free Will and Grey Squirrels on a Summer Evening, 1974)Parue dans l'anthologie Univers 14 , J'ai lu, coll. « Science-Fiction » no 857
- Soldat, lève-toi !, 1986 ((en) But as a Soldier, for his Country, 1974)Parue dans l'anthologie Images de la troisième guerre mondiale, Londreys, coll. « Science&fiction » no 7